# Nagurus teretifrons
Nagurus teretifrons är en kräftdjursart som först beskrevs av Johann Moritz David Herold 1931.  Nagurus teretifrons ingår i släktet Nagurus och familjen Trachelipodidae. Inga underarter finns listade i Catalogue of Life.